# Adan Mohamed Nuur Madobe
Jeque Adan Mohamed Nuur Madobe (en somalí: Sheekh Aaden Maxamed Nuur [Sheekh Aaden Madoobe]), (en árabe: عدن محمد نور مادوبي) (n. en 1957?), es político somalí. Fue presidente del Parlamento de Somalia a partir del 3 de febrero de 2007, y fue el Presidente de Somalia desde el 29 de diciembre de 2008, después de la dimisión de Abdullahi Yusuf Ahmed, hasta el 31 de enero de 2009.
Durante sus 33 días de gobierno hubo mucha inestabilidad política, Nuur Madobe controló el país, y aun así con la guerra civil de Somalia, pudieron ser realizadas elecciones presidenciales el día 5 de diciembre de 2008, de las que resultó elegido el candidato del partido oficialista Transición de Somalia, Sharif S. Ahmed. Nuur Madobe entregó el poder el 31 de enero de 2009 en medio de crisis económica, política y social.

## Biografía
Madobe nació en Hudur, capital de la región de Bakool en Somalia. Pertenece al subgrupo Hadame de Rahanweyn (Digil y Mirifle). 
Madobe fue el primer vicepresidente del Ejército de Resistencia Rahanweyn (RRA), una de las facciones de la guerra civil somalí. Según Adan Madobe, a partir de 1996, el RRA aceptó la ayuda de Etiopía para el entrenamiento de sus tropas. En 2003, rompió temporalmente con su colega, el líder de la ERR, Hassan Mohamed Nur "Shatigadud", aunque luego se reconciliaron y ambos sirvieron como ministros en el gobierno federal. 
En enero de 2005, Madobe fue nombrado ministro de Justicia del naciente Gobierno de Transición Federal, en el segundo gobierno del primer ministro Ali Mohamed Ghedi. 
En mayo de 2005, el diputado y líder de la facción Muhammad Ibrahim Habsade acusó a Madobe y al ministro de Agricultura, Hassan Mohamed Nuur "Shatigudud" de atacar a Baidoa para tomar la ciudad en nombre del TFG del presidente Abdullahi Yusuf Ahmed. El TFG posteriormente utilizó la ciudad como capital temporal. Diecinueve murieron en la lucha por el control de la ciudad que siguió.